# Бильбао, Хуан
Хуан Бильбао Минтеги, он же Хуанин (Эрандио, 5 сентября 1900 — ?) — легкоатлет и футболист из города Эрандио, игравший на позиции защитника. Он дважды был чемпионом Испании по метанию копья в 1923 и 1924 годах.

## Биография
Хуан Бильбао родился в Эрандио 16 сентября 1900 года. Он начал свою карьеру в клубе «Эрандио» в 1915 году, играя на позиции защитника. В сезоне 1922/23 он перешёл в «Осасуну». 4 октября 1925 года Бильбао дебютировал за сборную Испании в матче против Венгрии на стадионе «Ференцварош» в Будапеште. В 1926 году он подписал контракт с «Атлетиком», где провёл пять сезонов. В сезоне 1929/30 он стал чемпионом Испании и завоевал Кубок страны с командой.
Кроме футбола, Бильбао добился успехов в лёгкой атлетике, особенно в беге на 100 метров и метании копья. Он дважды становился чемпионом Испании по метанию копья — в 1923 и 1924 годах, а также дважды улучшал национальный рекорд: 43,61 метра в 1923 году и 45,72 метра в 1924 году. В 1925 году он установил новый рекорд Страны Басков с броском на расстояние 47,04 метра. В 1941 году Бильбао стал тренером «Осасуны».